# Salicylsäure-2-hydroxyethylester
Salicylsäure-2-hydroxyethylester ist der Hydroxyethylester der Salicylsäure. Er ist ein nichtsteroidales Antirheumatikum und Analgetikum, das meist zwecks perkutaner Aufnahme in Form von Salbe oder Gel verabreicht wird.

## Wirkung
Die Verbindung ist das Veresterungsprodukt von Salicylsäure mit Ethylenglycol. Die pharmakologische Aktivität lässt sich auf den Salicylsäure-Rest zurückführen. Der Wirkmechanismus besteht in der Hemmung der Cyclooxygenase, einem Enzym, das für das Auslösen von Entzündungen eine zentrale Rolle spielt. Das Ethylenglycol trägt, soweit bekannt, nichts zur pharmakologischen Aktivität des Salicylsäure-2-hydroxyethylesters bei.
Die Ausscheidung erfolgt über die Niere mit dem Urin.

## Anwendung
Es wird vor allem bei rheumatischen Beschwerden, geschlossenen Verletzungen, Erkrankungen der Wirbelsäule, Rückenschmerzen, Schulter-Arm-Schmerzen, Muskelverspannungen, Hexenschuss, Neuralgie des Nervus ischiadicus, Sehnenscheidenentzündungen, Knochenhautentzündung oder Schleimbeutelentzündung verwandt.
Kontraindikationen sind Glucose-6-Phosphatdehydrogenasemangel, ausgedehnte Hautentzündungen, Ekzeme und Schuppenflechte. Außerdem sollte eine großflächige Langzeitbehandlung von Schwangeren, Säuglingen, Kleinkindern und Patienten mit vorgeschädigter Niere vermieden werden.

## Handelsnamen
Monopräparate
Salhumin Gel (D), Venofundin (CH), Voluven (CH), Dr. Cabana Rheumagel (A).
Kombinationspräparate
Dolacut Gel (A), Etrat (A), Mobilisin (A), Moviflex (A), Rubriment (A), Sportino Akut (D), Assan (CH), Dolo Arthrosenix (CH), Histalgan (CH), Sportusal (CH), Venugel (CH), Venucreme (CH).